# Ginestous
Ginestous est un quartier de la ville française de Toulouse, dans le département de la Haute-Garonne, en région Occitanie. Il est situé au nord-ouest de la ville, entre la Garonne et le Canal des Deux-Mers. il regroupe la principale aire d'accueil pour les Gens du voyage de la région, une importante station d'épuration et plusieurs zones d'activités.

## Géographie

### Localisation
Ginestous se situe au nord-ouest de la ville de Toulouse, entre Blagnac à l'ouest, Fenouillet au nord, les Sept Deniers au sud et le quartier de la Barrière-de-Paris à l'est. Le quartier est enclavé entre la Garonne, le canal des Deux-Mers et le périphérique de Toulouse, l'isolant relativement du reste de la ville.  

### Voies de communication et transports

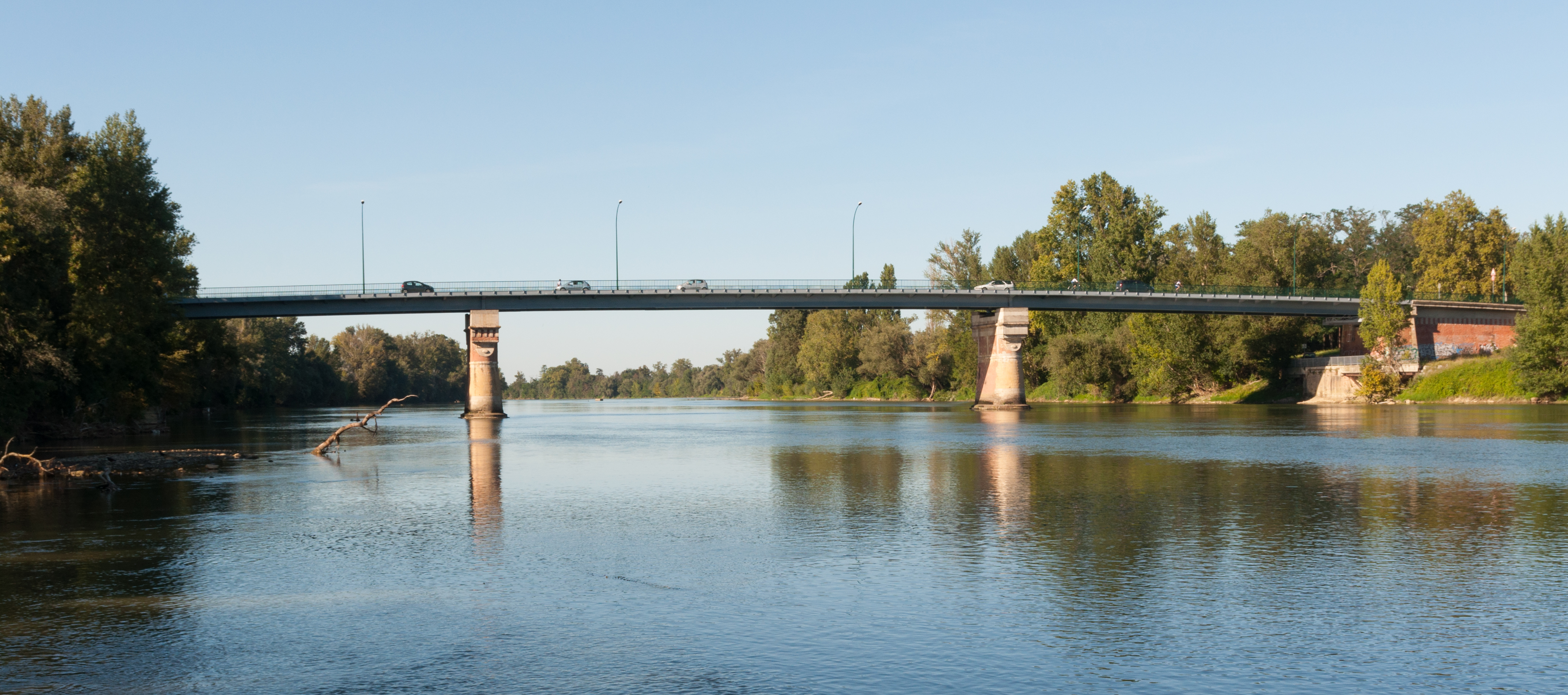
Le Pont de Blagnac relie Ginestous à la commune limitrophe de Blagnac.

Le quartier est entouré par plusieurs axes structurants de la métropole, puisqu'il est situé en bordure de la ville et limitrophe de la banlieue. L'accès à Ginestous en voiture est relativement aisé depuis le périphérique par la sortie 33 (Lalande) à l'est, ou depuis l'autoroute A621 par la sortie 1 (Sept Deniers) au sud. Le pont de Blagnac permet le transit entre le quartier et le nord-ouest de l'agglomération, alors que plusieurs autres ouvrages permettent de rejoindre le centre-ville de Toulouse depuis le quartier en enjambant le canal de Garonne. Mais du fait de la faible densité du quartier, le réseau routier est plutôt peu dense.
La desserte du quartier par les transports en commun est très limitée. Seule la ligne de bus 110 du réseau Tisséo dessert Ginestous, du nord au sud, rejoignant la station de métro Barrière-de-Paris. Néanmoins, la ligne de bus à haut niveau de service Linéo 1 a pour terminus l'extrémité sud du quartier, à la limite avec les Sept Deniers, puis se dirige vers le centre-ville de Toulouse. Un parc relais de plusieurs centaines de places y est notamment aménagé.

## Urbanisme

### Morphologie urbaine
Le quartier de Ginestous est peu résidentiel : les seuls lieux d'habitation du quartier se concentrent au nord et au centre. En dehors de ces zones, la partie est a plutôt une vocation économique, avec la présence de locaux de nombreuses entreprises, quand la partie ouest est plus verte : on y trouve encore des espaces naturels très peu voire non urbanisés le long de la Garonne.

### Logement
En 2016, on comptait 277 logements dans le quartier, en baisse de 7,5 % par rapport à 2011. Parmi ces logements, 87 % étaient des résidences principales et 13 % des logements vacants. Près de 8 logements sur 10 (79 %) étaient des maisons, contre 16 % d'appartements. Cette part de maisons dans le parc de logements est atypique pour la ville de Toulouse, où seulement 17 % des logements sont des maisons en moyenne.

## Histoire
Paroisse sous l'Ancien Régime et déclarée commune en 1790, Ginestous (ou Ginestou) porta le nom de Nivôse durant la Révolution puis fut rattachée à Toulouse avant 1794.

## Démographie
En 2016, on dénombrait 1 166 habitants dans le quartier sur 696 hectares, soit une densité de 168 hab./km2. Cette densité est bien en deçà de la densité moyenne sur l'ensemble de la ville rose, qui s'établit à plus de 4 000 hab./km2. Par rapport à 2011, la population avait augmenté de 0,6 %, bien moins rapidement que sur l'ensemble de la ville.

## Politique et administration

### Élus
Les personnalités élues dont le mandat est en cours et dont le territoire de Ginestous dépend sont les suivantes :
| Élection        | Territoire                                        | Titre                                       | Nom                                | Tendance politique |  | Début de mandat | Fin de mandat |
| --------------- | ------------------------------------------------- | ------------------------------------------- | ---------------------------------- | ------------------ |  | --------------- | ------------- |
| Municipales     | Quartier 3.2 : Sept Deniers - Ginestous - Lalande | Maire de quartier                           | Olivier Arsac                      |                    |  | 2020            | 2026          |
| Municipales     | Ville de Toulouse                                 | Maire de Toulouse                           | Jean-Luc Moudenc                   | LR                 |  | 2020            | 2026          |
| Législatives    | 1ère circonscription de la Haute-Garonne          | Député                                      | Pierre Cabaré                      | LREM               |  | 2017            | 2022          |
| Départementales | Canton de Toulouse-8                              | Conseillers départementaux de Haute-Garonne | Marie-Claude Farcy, Vincent Gibert | PS                 |  | 2015            | 2021          |

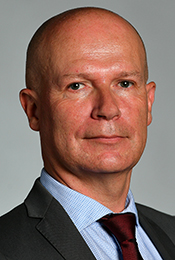
Olivier Arsac, maire du quartier Ginestous.
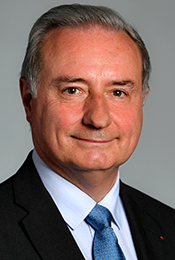
Jean-Luc Moudenc, maire de Toulouse.

### Rattachements administratifs et électoraux
Le quartier de Ginestous se situe dans la ville de Toulouse au sein de Toulouse Métropole, dans le département de la Haute-Garonne, en région Occitanie. Il fait partie du canton de Toulouse-8 et de la première circonscription de la Haute-Garonne.

## Équipements et monuments

### Entreprises et commerces
Le tissu économique du quartier est riche : de nombreuses entreprises possèdent leurs locaux dans le quartier, dans les zones d'activités de Ginestous, de la Glacière ou de Sesquières.
En 2016, le quartier comptait 5 commerces de proximité. 

### Équipements publics
L'une des principales station d'épuration de la métropole se situe dans le quartier de Ginestous, au sud-est de celui-ci, ainsi qu'une déchèterie et un poste électrique important. Une des aires d'accueil pour les Gens du voyage les plus importantes d'Occitanie s'y trouve également.
Peu d'établissements scolaires se situent dans le quartier. Seuls une école maternelle et un ITEP se situent dans la zone d'activités de la Glacière.

### Sports et loisirs
La base de loisirs de Sesquières se situe dans le quartier, autour du lac du même nom. Un camping y est aussi installé.
Le Golf de Ginestous ou Golf de Garonne et encore un centre équestre se situent dans la partie ouest du quartier. Une salle d'escalade possède également ses locaux à Ginestous.

## Galerie de photographies

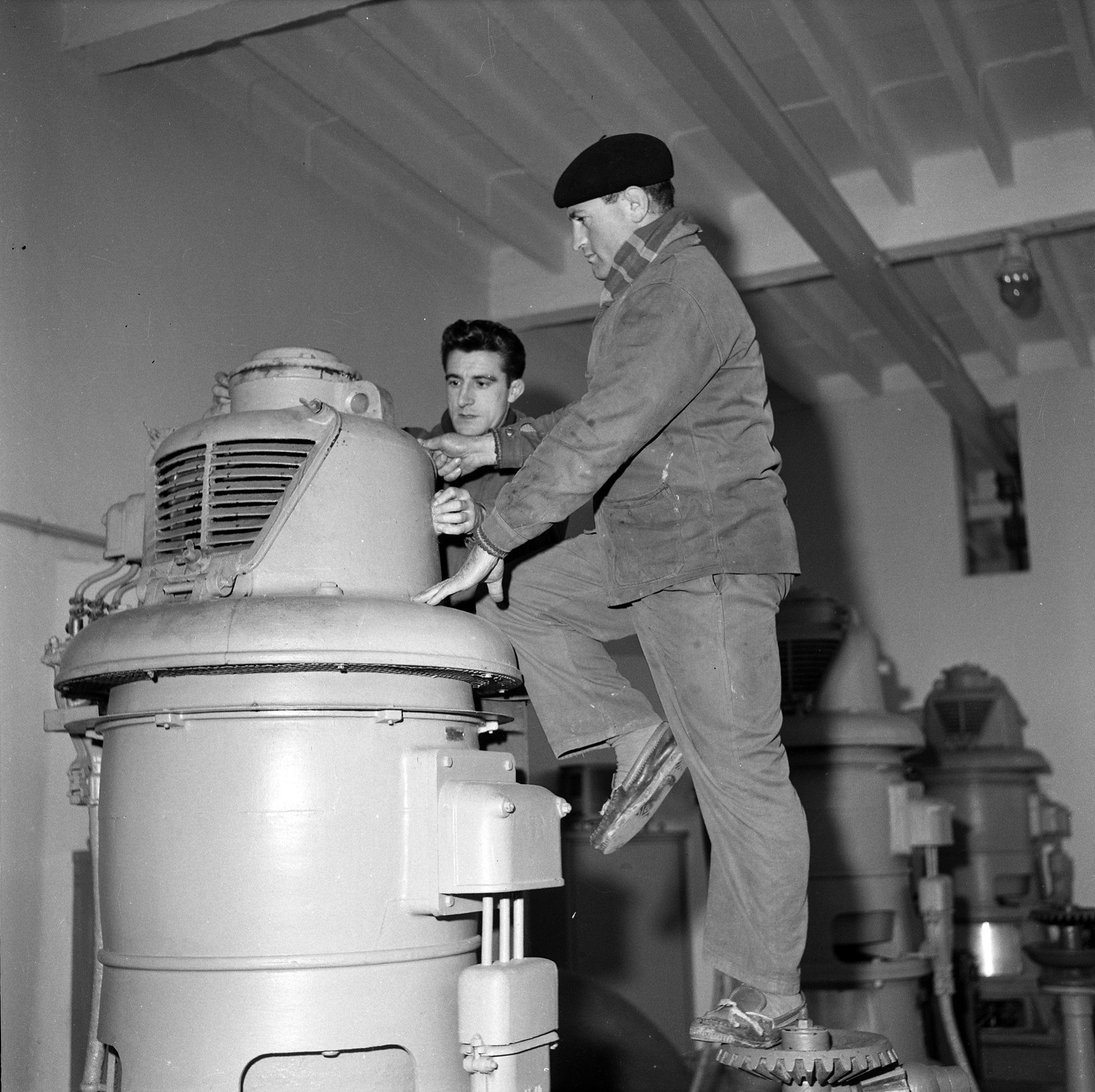
Joueur du TOEC à la station d'épuration en 1957.
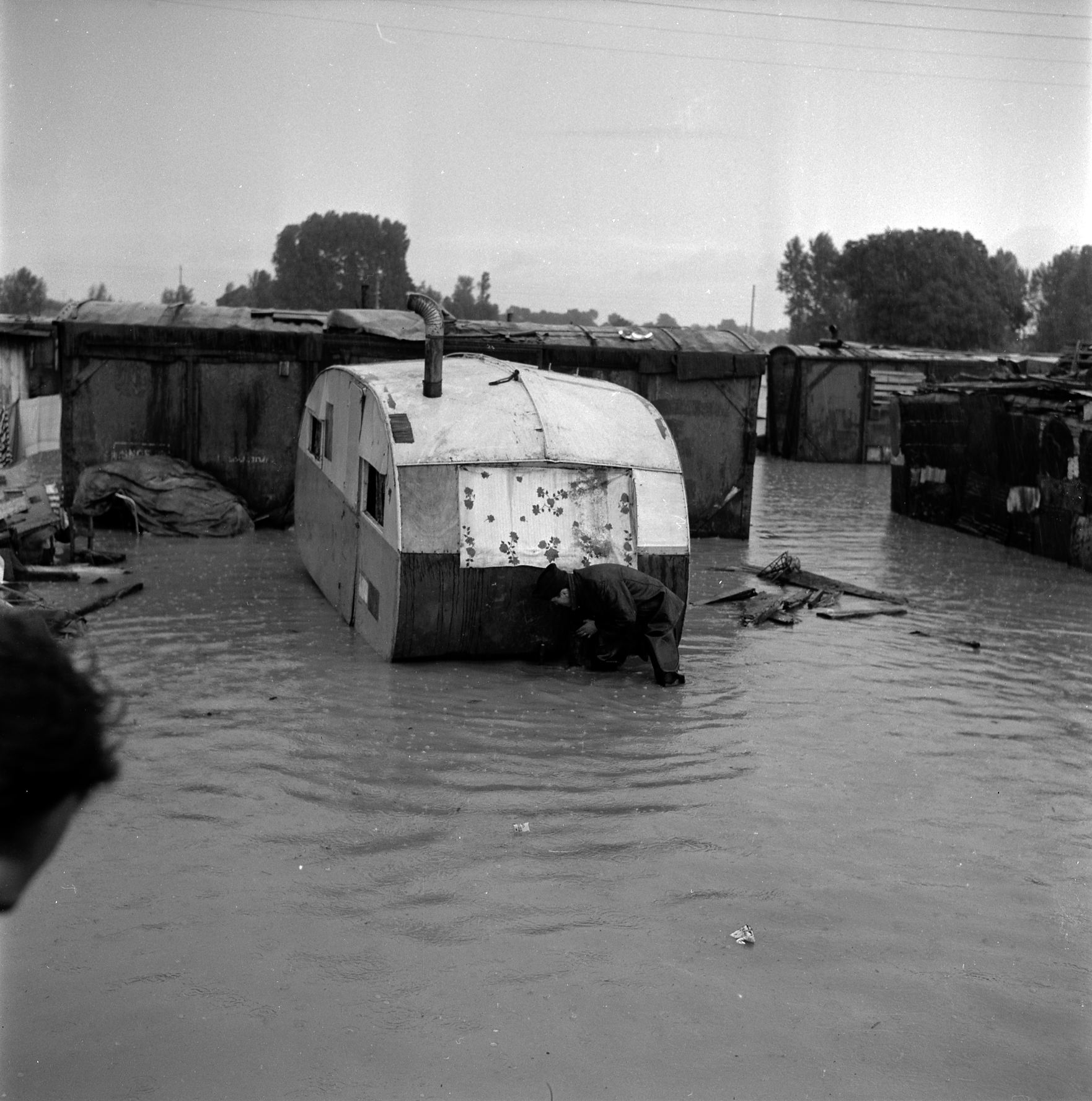
Camp de Ginestous lors des inondations de 1963.